# Cal Bisbe (Viladrau)
Cal Bisbe és una masia de Viladrau (Osona) inclosa a l'Inventari del Patrimoni Arquitectònic de Catalunya.

## Descripció
Masia de planta rectangular (12x6) coberta a dues vessants amb el carener perpendicular a la façana situada a migdia. Consta de planta i primer pis. La façana principal presenta un portal rectangular amb carreus i llinda de granet gris treballat i tres finestres a la planta; al primer pis tres finestretes. La façana O gairebé cega té només una petita finestra en un cos de totxo arrebossat amb pòrtland. La façana N parcialment adossada al pendent presenta una finestra central i dues laterals amb forjat modern. La façana E consta d'un cobert, utilitzat com a terrassa i seguint la mateixa vessant, recolzat damunt de tres pilars de granet gris; la façana està arrebossada amb pòrtland i presenta dues finestres a la planta i una al primer pis.

## Història
Masia situada a peu de camí ral construïda a la segona meitat del segle xix, època en què el municipi experimentà el seu màxim increment demogràfic. El cens de 1860, el més alt de la seva història, dona la xifra de 1188 habitants.